# Anderson Gonzaga
Anderson Gonzaga, född 29 december 1983 i Porto Feliz, är en brasiliansk fotbollsspelare.
Han vann skytteligan i Liga de Fútbol Profesional Boliviano 2008 med 16 gjorda mål.